# St.-Georgs-Kirche (Linsenhofen)

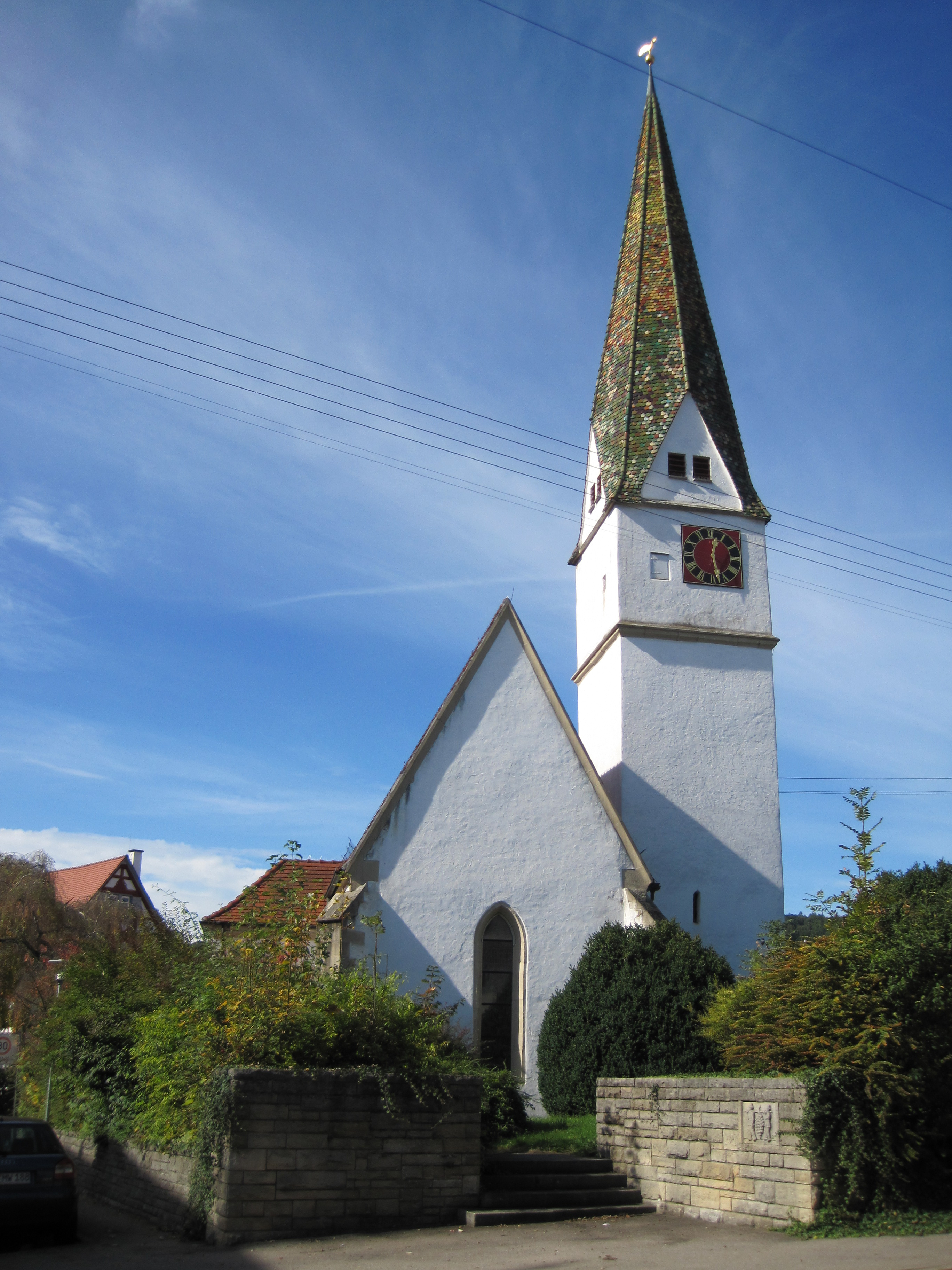
Sankt-Georgs-Kirche Linsenhofen

Die evangelische Georgskirche steht in Linsenhofen, einem Ortsteil der Gemeinde Frickenhausen  im Landkreis Esslingen in Baden-Württemberg. Die Kirchengemeinde gehört zum Kirchenbezirk Nürtingen der Evangelischen Landeskirche in Württemberg. 

## Beschreibung
Eine Filialkapelle wird erstmals 1436 urkundlich erwähnt. Die Sankt-Georgs-Kirche wurde dendrochronologisch untersucht, und ihr ältester Teil kann in das Jahr 1425 datiert werden. Von diesem Bauabschnitt ist noch der gotische Chor mit originalem Dachstuhl erhalten. Der Turm kam 1475 nach der Erhebung zur Pfarrei hinzu. Die wertvolle große Glocke (ca. 700 kg) hat 1496 Glockengießermeister Jos Eger in Reutlingen gegossen. 1604 erweiterte der Neuffener Baumeister Hans Holderieth das Kirchenschiff zur heutigen Größe. Eine Tafel über dem Westportal gibt darüber Auskunft: Alls man Zält 1604 Jar/die Kirch allhie erweittert war/Zu Gottes Ehr durch gmeine fron/ist diß Gottshauß erbauen schon/Hans Holdenrieth. Von Hans Holderieth stammt auch das Pfarrhaus, ein Fachwerkbau aus dem Jahr 1610. 1910 wurde eine Sakristei angebaut. Die Kirche wurde von 1995 bis 1998 außen und innen renoviert.